# Abdulrahman Daher

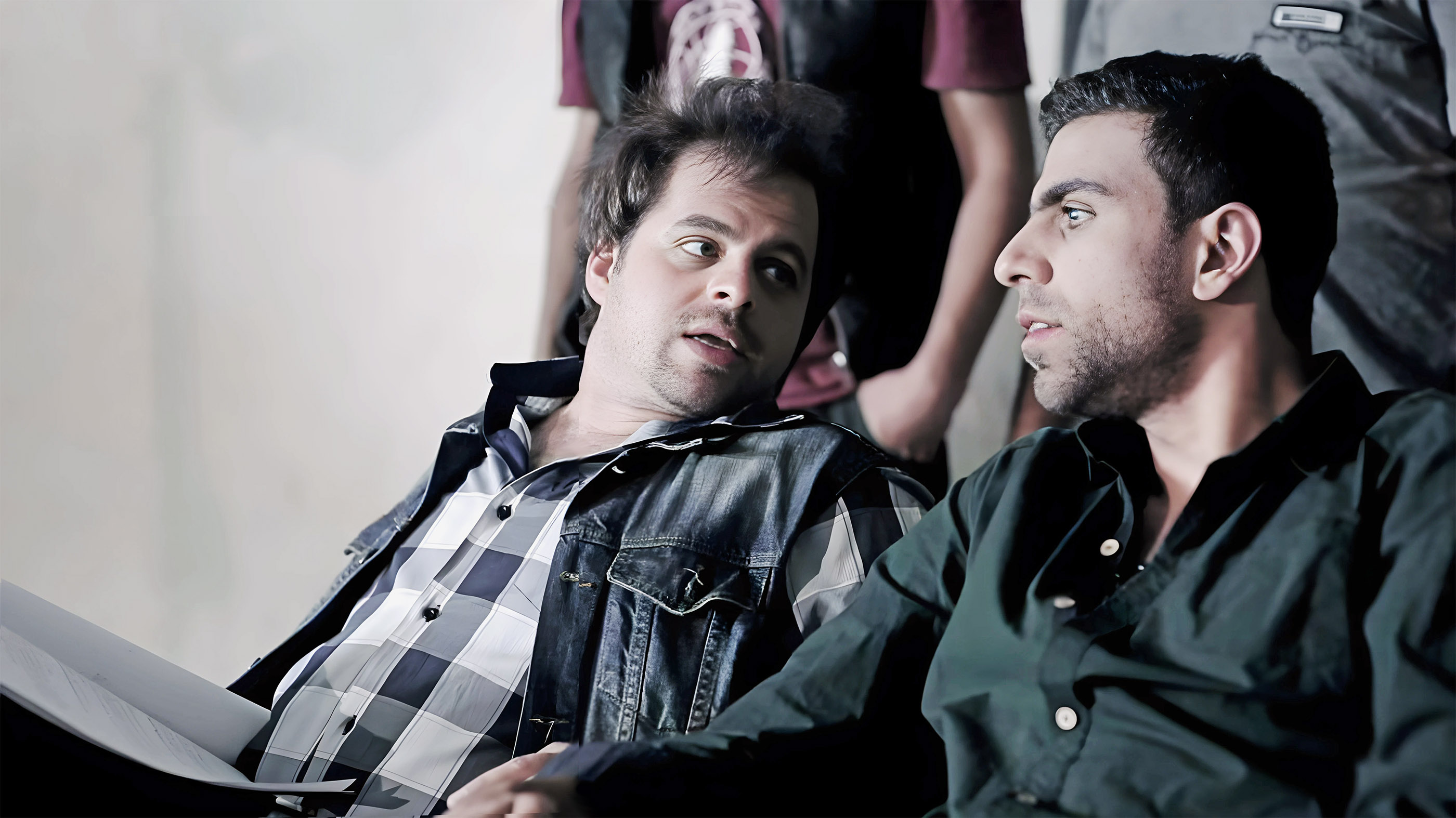
Abdulrahman Daher (links) während der Dreharbeiten zur Fernsehserie Sukaj in Jordanien, 2015

Abdulrahman Daher (arabisch عبد الرحمن ظاهر, DMG ʿAbd ar-Raḥmān Ẓāhir; * 1982 in den Vereinigten Arabischen Emiraten) ist ein palästinensisch-jordanischer Schauspieler, Regisseur, Autor und Architekt.

## Leben und Karriere
Daher ist bekannt für die Fernsehserien Im Angesicht der Gerechtigkeit (2013), Fenjan Albalad (2013) und Sukaj (2015). Er kreierte, inszenierte und produzierte viele satirische und kritische Fernsehserien, in denen er eine Hauptrolle spielte, sowie zahlreiche Fernsehprogramme mit zeitgenössischen kulturellen und intellektuellen Themen.
Er hatte bedeutende Positionen inne, darunter die des Produktionsabteilungsleiters bei Wattan TV, des Direktors für internationale Produktion am Medienzentrum der An-Najah Universität und des leitenden Produzenten bei der Smalink Media Production Company in Beirut.
Daher hat eine Vielzahl von Fernsehprogrammen für mehr als einen Fernsehkanal produziert, wie beispielsweise den jordanischen Fernsehsender Roya TV und den Fernsehsender Al Araby TV in London.
Er wurde wegen seiner politischen Opposition und seiner kritischen Werke mehrmals angeklagt und verhaftet.